# Uniwersytet Techniczny w Zwoleniu
Politechnika Zwoleńska (słow. Technická univerzita vo Zvolene) – uczelnia publiczna w Zwoleniu. Została założona 25 kwietnia 1946 roku. Obecnie (2012) rektorem Politechniki jest Ján Tuček.

## Wydziały uczelni[1]
- Wydział nauk o drewnie
- Wydział ekologii i środowiska
- Wydział środowiska i technologii produkcji
- Wydział leśnictwa